# Pyrestes curticornis
Pyrestes curticornis är en skalbaggsart som beskrevs av Maurice Pic 1923. Pyrestes curticornis ingår i släktet Pyrestes och familjen långhorningar.
Artens utbredningsområde är Taiwan. Inga underarter finns listade i Catalogue of Life.